# 福田拓也
福田 拓也（ふくだ たくや、1963年 - ）は、日本の詩人、文芸評論家。『三田文学』編集長（2016春季号～2017年冬季号）。フランス文学者、東洋大学教授。専門は20世紀フランス詩。妻は詩人の大木潤子。

## 来歴
東京都生まれ。慶應義塾大学文学部仏文科卒、同大学大学院仏文学研究科後期博士課程中退。1990年、フランス政府給費留学生として渡仏、パリ第8大学大学院博士課程修了。文学博士（パリ第８大学）。東洋大学法学部企業法学科助教授、教授。1994年、第32回現代詩手帖賞受賞。2014年、『尾形亀之助の詩 大正的「解体」から昭和的「無」へ』で第5回鮎川信夫賞最終候補。2018年、『倭人伝断片』『惑星のハウスダスト』で第56回歴程賞受賞。

## 著書

### 詩集
- 『砂地』、楢葉出版、1998年8月20日
- 『死亡者』、七月堂、1998年8月20日
- 『言語の子供たち』、七月堂、1999年11月30日
- 『砂の歌』（晩翠賞候補）、思潮社、2005年4月6日（「福田武人」名義）
- 『まだ言葉のない朝』、思潮社、2014年7月31日
- 『倭人伝断片』、思潮社、2017年1１月30日 （第56回歴程賞）
- 『惑星のハウスダスト』、水声社、2018年3月3日 （第56回歴程賞）
- 『DEATHか裸(ら)』、コトニ社、2022年3月6日

### 批評
- 『尾形亀之助の詩　大正的「解体」から昭和的「無」へ』、思潮社、2013年7月3日、190頁（2014年度鮎川信夫賞最終候補）
- 『小林秀雄　骨と死骸の歌――ボードレールの詩を巡って』、水声社、2015年7月18日、292頁
- 『「日本」の起源――アマテラスの誕生と日本語の生成』、水声社、2017年3月28日、185頁
- 『エリュアールの自動記述』、水声社、2018年3月31日、234頁

### 論文
- 「ポール・エリュアール、『人生の下部あるいは人間ピラミッド』（1926）」、慶應義塾大学文学研究科修士論文、1989年
- “Paul Eluard, 《Les Dessous d’une vie ou la pyramide humaine》(1926)”（「ポール・エリュアール、『人生の下部あるいは人間ピラミッド』（1926）」）、『藝文研究』第57号、1990年3月21日、145頁～160頁
- “《Capitale de la douleur》de Paul Eluard : la mise en scène du mouvement du langage”（ 「ポール・エリュアール、『苦悩の首都』　――　言語の運動の舞台化」）、『慶応義塾大学日吉紀要フランス語フランス文学』第15号、1992年10月10日、200頁～221頁
- Paul Eluard : le rêve de l’origine et la pratique de l’écriture”（「ポール・エリュアール、起源の夢とエクリチュールの実践」）、『藝文研究』第62号、1993年2月9日
- 「ポール・エリュアール、『証言』　――　笑いあるいは同一化の演劇」、『POLYEDRE』第3号、1994年12月15日
- La Genèse de l’oeuvre poétique d’Eluard, du langage proverbial aux écritures surréalistes (1918 – 1926)（『エリュアールの詩作品の生成、諺的言語からシュルレアリスム的エクリチュールへ（1918 – 1926）』）、パリ第８大学博士論文、1996年
- “La naissance et la mort de l’enfant-poème : un essai sur la pratique de transformation du premier Eluard”（「子供‐詩の誕生と死　――　初期エリュアールに於ける変形の実践に関する試論」）、『藝文研究』第74号、1998年6月1日、59頁～90頁
- “La genèse de la poétique d’Eluard : essai sur la préface aux Animaux et leurs hommes, les hommes et leurs animaux (1920)”（「エリュアールの詩学の生成　――　『動物とその人間たち、人間とその動物たち』序文に関する試論」）、Etudes de langue et littérature française, no74, mars 1999, p.125 – 137.
- “Le sommeil, le regard, le féminin : une lecture des Répétitions d’Eluard”（「眠り、視線、女性的なるもの　――　エリュアールの『繰り返し』の一読解」）、『いわき明星大学人文学部研究紀要』第12号、1999年3月22日、47頁～65頁
- “Images spéculaires de l’écriture automatique d’Eluard”（「エリュアール的自動記述の鏡像」）、2000年3月、『東洋大学紀要教養課程篇』第39号、177頁～191頁
- “La poésie d’Eluard et une logique paradoxale ducassienne”（「エリュアールの詩とロートレアモン的逆説的論理」）、東洋大学紀要『言語と文化』創刊号、2001年3月、259頁～269頁
- “La 《statue vivante de l’amour》 : la troisième personne 《elle》 dans les 《Nouveaux poèmes》 de la Capitale de la douleur (1926) de Paul Eluard”（「『愛の生ける彫像』―――　ポール・エリュアールの『苦悩の首都』（1926）『新詩篇』に於ける三人称“elle”」）、『藝文研究』第89号、2005年12月、259頁～269頁
- 「空間・コギト・多数的なるもの　――　葉紀甫『わが砦』の一読解」、『あんど』第６号、2005年12月20日、38頁～59頁
- “Le désir éluardien et la femme présente-absente : essai sur la deuxième personne “tu” dans les 《Nouveaux poèmes》 de la Capitale de la douleur”（「エリュアール的欲望と現前‐不在である女性―――『苦悩の首都』『新詩篇』に於ける二人称“tu”についての試論」）、東洋大学『人間科学総合研究所紀要』第5号、2006年3月、40頁～60頁
- “Plaisanterie” et déplacement : un essai sur la poésie d’Eluard à l’époque Dada”（「『冗談』と移動　――　ダダ期のエリュアール詩についての一試論」）、東洋大学『人間科学総合研究所紀要』第7号、2007年3月、111頁～129頁
- “Citation et filiation : un aspect de la poésie d’Eluard à l’époque Dada”,（「引用と親子関係　――　ダダ期のエリュアール詩の一側面」、東洋大学『人間科学総合研究所紀要』第8号、2008年3月、49頁～70頁
- “Un discours émancipateur : un aspect de la Capitale de la douleur de Paul Eluard”（「一つの解放的言説　――　ポール・エリュアールの『苦悩の首都』の一側面」）、『東洋法学』、第52巻第1号、2008年9月、65頁～89頁
- “Le regard purificateur dans l’oeuvre surréaliste d’Eluard”（「エリュアールのシュルレアリスム的作品に於ける純粋化する視線」）、『東洋法学』、第52巻第2号、2009年3月、23頁～48頁
- “Représentation de la lumière originaire : un essai sur l’oeuvre éluardienne à l’époque Dada”（「起源的光の表象　――　ダダ期のエリュアールの作品についての一試論」）、東洋大学『人間科学総合研究所紀要』第10号、2009年3月、21頁～40頁
- “Eluard et la poésie malgache : un essai sur l’influence de Paulhan sur Eluard”（「エリュアールとマダガスカル詩　――　ポーランのエリュアールへの影響についての一試論」、『東洋法学』、第53巻第1号、2009年7月、65頁～89頁21)
- 「『やどかり』の誕生　――　アンドレ・ブルトン、フィリップ・スーポー『磁場』論序説」、『ウルトラ』第13号、2009年9月25日、139頁～147頁
- “La mise en valeur du sens propre de la locution figée : un essai sur les rapports Paulhan-Eluard”（「慣用句の文字通りの意味の価値化　――　ポーランとエリュアールの関係についての一試論」、『東洋法学』、第53巻第2号、2009年12月、35頁～51頁
- “Rupture de communication : une emprise de la pensée langagière de Jean Paulhan sur la poésie d’Eluard”（「コミュニケーションの断絶　――　ジャン・ポーランの言語に関する思考のエリュアールの詩への影響」、『東洋法学』、第53巻第3号、2010年3月、13頁～32頁
- “Récit de rêve et réflexion sur le rêve : une analyse des formes temporelles des Dessous d’une vie ou la pyramide humaine de Paul Eluard”（「夢の記述と夢についての省察　――　エリュアールの『人生の下部あるいは人間ピラミッド』の時間的諸構造の分析」、東洋大学『人間科学総合研究所紀要』第12号、2010年3月、41頁～60頁
- “Le rêve comme révélation sans langage dans les récits de rêve de Paul Eluard”（「ポール・エリュアールの夢の記述に於ける言語なしの啓示としての夢」、『東洋法学』、第54巻第1号、2010年7月、29頁～43頁
- “Femme et récit de rêve : la mise en scène de la production du récit de rêve éluardien”（「女性と夢の記述　――　エリュアール的夢の記述の生産の舞台化」、『東洋法学』、第54巻第2号、2010年12月、51頁～61頁
- 「吉増剛造と柳田國男――詩作と聴き取りという二つの「道行」の並走あるいは相互浸透」、『現代詩手帖』2016年7月号、108頁～114頁